# می‌شد، می‌توانست، می‌بایست
«می‌شد، می‌توانست، می‌بایست» (انگلیسی: Would've, Could've, Should've) ترانه‌ای از تیلور سوئیفت خواننده و ترانه‌سرای آمریکایی است. این ترانه یک ترانه بونس است که در اصل به عنوان بخشی از نسخه ۳ صبح دهمین آلبوم استودیویی او، نیمه‌شب‌ها (۲۰۲۲)، منتشر شد. این آهنگ توسط سوئیفت و آرون دسنر نوشته و تهیه شده است. این ترانه دارای سبک سافت راک متمایل به موج نو است. در این ترانه، راوی در مورد یک رابطهٔ عاشقانه با فردی بزرگتر از خود نشخوار فکری می‌کند.
منتقدان، موسیقی متن و تولید و احساسات عاطفی این آهنگ را بسیار مورد ستایش قرار دادند و برخی آن را به عنوان یک ترانهٔ برجسته انتخاب کردند. این ترانه در مجله‌های بیزنس اینسایدر، رولینگ استون و اسلنت مگزین در جدول بهترین‌های پایان سال ۲۰۲۲ قرار گرفت. این ترانه تا رتبهٔ ۲۰ بیلبورد هات ۱۰۰ ایالات متحده و رتبهٔ ۲۱ در بیلبورد ۲۰۰ جهانی به اوج رسید و در کانادا، فیلیپین، پرتغال، سوئد و ویتنام نیز در جدول برترین‌ها قرار گرفت.

## پس‌زمینه و انتشار
در ۲۸ اوت ۲۰۲۲، سوئیفت هنگام دریافت جایزهٔ بهترین ویدیوی سال برای همه‌اش را خیلی خوب: فیلم کوتاه در جوایز ام‌تی‌وی ۲۰۲۲، انتشار دهمین آلبوم استودیویی خود با نام نیمه‌شب‌ها را اعلام کرد. این آلبوم که دارای ۱۳ ترانه است، در نیمه‌شب ۲۱ اکتبر ۲۰۲۲ به وقت شرق آمریکا توسط ریپابلیک رکوردز منتشر شد. سه ساعت بعد، نسخهٔ «۳ صبح» از آلبوم نیمه‌شب‌ها، که شامل «می‌شد، می‌توانست، می‌بایست» و شش آهنگ دیگر بود، به صورت غافلگیرانه‌ای منتشر شد. این آهنگ همچنین در نسخه‌های «تا سپیده دم» و «اواخر شب» آلبوم که در ۲۶ مه ۲۰۲۳ منتشر شدند، قرار داده شد. آرون دسنر که با سوئیفت در آلبوم‌های استودیویی فولکلور و اورمور در سال ۲۰۲۰ همکاری کرده بود، روی چهار آهنگ از نسخهٔ ۳ صبح آلبوم، از جمله «می‌شد، می‌توانست، می‌بایست» کار کرد.
در ۸ مه ۲۰۲۳، سوئیفت این ترانه را به همراه دسنر در یک توقف در شهر نشویل به عنوان بخشی از تور دوره‌ها، اجرا کرد. در سال ۲۰۲۴، سوئیفت این ترانه را دو بار به عنوان بخشی از یک مش‌آپ با دیگر ترانه‌هایش در تور دوره‌ها اجرا کرد. او اولین مش‌آپ را با ترانه «پیچک» در سیدنی در ۲۶ فوریه و دومین بار با «من جاهایی را می‌شناسم» در ادینبرو و در ۷ ژوئن اجرا کرد. «می‌شد، می‌توانست، می‌بایست» برای اولین بار در بیلبورد هات ۱۰۰ ایالات متحده در رتبه ۲۰ قرار گرفت. همچنین در بیلبورد ۲۰۰، در رتبه ۲۱ قرار گرفت. این ترانه در جدول تک‌آهنگ‌ها به چنین رتبه‌هایی دست یافت: جدول ۱۰۰ تک‌آهنگ داغ کانادا (۱۸)، جدول تک‌آهنگ پرتغالی (۶۶)، جدول آهنگ‌های فیلیپین (۲۳) و جدول ۱۰۰ آهنگ داغ بیلبورد ویتنام (۹۶).

## ترکیب‌بندی
سوئیفت این ترانه را با همکاری دسنر نوشت و تهیه کرد. دسنر برای این ترانه سازهای گوناگونی از جمله گیتار بیس، گیتار الکتریک، گیتار آکوستیک، سازدهنی، سینث‌سایزر و پیانو را نواخته است. دیگر نوازندگان عبارتند از: برایس دسنر (گیتار الکتریک)، جیمز مک‌آلیستر (درام، سینث‌سایزر)، برایان دوندورف (درام)، و توماس بارتلت (کیبورد، سینث‌سایزر). آهنگ ترانه دارای ساختار پیوسته‌ای از گیتار آکوستیک، سینث‌سایزر و دیستورشن است. کَلی آلگریم منتقد بیزنس اینسایدر، ژانر ترانه را سافت راک دانست، و رولینگ استون آن را یک ترانهٔ متمایل به موسیقی موج نو نامید. در اورگونین، لیزی آکر آهنگ را حاوی «حال و هوای کمابیش کانتری» دانست. ملیسا روجیری از یواس‌ای تودی گفت که ترانه دارای «یک کادانس افسارگسیخته و رفرین فزاینده» است.
در اشعار متن ترانه، یک راوی در مورد رابطه گذشتهٔ خود در سن ۱۹ سالگی با فردی مسن‌تر، نشخوار فکری می‌کند؛ افکاری که همچنان در بزرگسالی نیز ذهنش را آزار می‌دهد. راوی با تعمقی دربارهٔ این رابطه می‌گوید «کاملاً مطمئنم که هرگز نمی‌بایست در ۱۹ سالگی با شیطان می‌رقصیدم / و خدا گواه است که رنجی شیرین بود / و اکنون که بزرگ شده‌ام، از خاطرهٔ ترسناک و مکرر آن هراسانم.» او وارسی می‌کند که چگونه ضربه روحی این خاطرات او را به حربه‌ای تبدیل کرده است («من همیشه برایت متاسفم»)؛ اما همچنین اقرار می‌کند که چگونه آن شخص، وی را سرگرم و خرسند می‌کرد («و خدا گواه است که رنجی شیرین بود»). علاوه بر اینها، اشعار ترانه مملو از اشارات مذهبی است («تو بحران ایمان من هستی» و «قبر بسته نمی‌شود، پنجره‌های شیشه‌ای رنگی در ذهن من است»).
بریج ترانه حاوی اشعاری است که برخی از منتقدان آن را چشمگیر و پرکنایه می‌دانند. راوی می‌خواند «زندگی با هیجان ضربه به نقاط حساس تو/ نوجوانیِ دخترانه‌ام را به من بازگردان، که در اصل متعلق به خودم بود» و مرد را به دزدیدن بی‌گناهی او و آزار عاطفی و جنسی متهم می‌کند. بسیاری از منتقدان این ترانه را دنباله‌ای برای ترانه «جان عزیز» می‌دانند، زیرا هر دو در مورد یک دختر نوجوان هستند که با یک مرد مسن رابطه برقرار می‌کند. اما راب شفیلد نویسندهٔ رولینگ استون «می‌شد، می‌توانست، می‌بایست» را «آشفته‌تر، سردرگم‌تر، دوسوگراتر» در نظر گرفت. در اسلیت، کارل ویلسون گفت که در این آهنگ، بازگشت سوئیفت «به داستان‌هایی است که به نظر آشنا هستند، اما این بار با دودلی و تردید».

## پذیرش
بسیاری از منتقدان «می‌شد، می‌توانست، می‌بایست» را بهترین آهنگ در نسخه ۳ صبح نیمه‌شب‌ها می‌دانستند، و برخی ادعا داشتند که حتی از ۱۳ آهنگ نسخهٔ استاندارد بهتر است و تصمیم سوئیفت را برای قرار دادن ترانه به عنوان یک آهنگ بونس زیر سؤال بردند. افراد اندکی هم با قرار دادن ترانه در نسخهٔ ۳ صبح به جای نسخهٔ اصلی موافق بودند، زیرا این قطعه از نظر تولید نسبت به بقیهٔ آلبوم متمایز است.روزنامه‌نگار ورایتی کریس ویلمن نوشت که ممکن است اشعار دردناک نیمه‌شب‌های نسبتاً بازیگوش را خراب کند. ویلسون این آهنگ را یک «قاتل» با اشعار تأثیرگذاری نامید که باعث می‌شود احساس کند «(هنگام آتش گرفتن) در جایی از خانه است که می‌سوزد.» کوئین مورلند از پیچفورک آن را به عنوان یکی از بهترین آهنگ‌های حرفه‌ای سوئیفت انتخاب کرد و دیدگاه دقیق و بالغ‌تر او را در مقایسه با آهنگ ۲۰۱۰ وی «جان عزیز» ستود. در آتلانتیک، شرلی لی اظهار داشت که علیرغم شایعات رسانه‌ای که موضوع پنهان در «می‌شد، می‌توانست، می‌بایست» احاطه کرده بود، این آهنگ به لطف احساسات عاطفی خود در آزمون زمان مقاومت خواهد کرد. آکر کمتر تعارف داشت؛ او این آهنگ را مانند دیگر آهنگ‌های نیمه‌شب‌ها سرگرم‌کننده نمی‌دانست. این آهنگ در جدول‌های بهترین آهنگ‌های پایان سال ۲۰۲۲ توسط بیزنس اینسایدر (اول)، اسلنت مگزین (۲۴)، و رولینگ استون (۵۹) رتبه‌بندی شد.

## دست‌اندرکاران
اعتبارات از تیدال گرفته‌شده است.
- تیلور سوئیفت – آواز، نویسندگی، تهیه‌کنندگی
- آرون دسنر – آهنگسازی، تهیه‌کنندگی، گیتار بیس، برنامه‌نویسی درام، درام، گیتار الکتریک، گیتار، سازدهنی، پیانو، سینث‌سایزر، مهندسی ضبط
- برایس دسنر – گیتار الکتریک
- جیمز مک‌آلیستر – برنامه‌نویسی درام، درام، سینث‌سایزر
- برایان دوندورف – درام
- توماس بارتلت – کیبورد، سینث‌سایزر، مهندسی اضافه ضبط
- جاناتان لو – میکس، مهندسی ضبط، مهندسی آواز
- رندی مریل – مسترینگ
- بلا بلاسکو – مهندسی ضبط
- جاستین ورنون – مهندسی اضافی ضبط

## جداول
| جدول (۲۰۲۲)                           | بالاترین رتبه |
| ------------------------------------- | ------------- |
| کانادا (۱۰۰ تک‌آهنگ داغ کانادا)        | ۱۸            |
| ۲۰۰ آهنگ جهانی (بیلبورد)              | ۲۱            |
| یونان جهانی (ای‌اف‌پی‌ای)                | ۴۹            |
| فیلیپبن (بیلبورد)                     | ۲۳            |
| پرتغال (ای‌اف‌پی)                       | ۶۶            |
| هیت‌سیکر سوئد (برترین لیست سوئد)       | ۴             |
| پخش جاری صوتی بریتانیا (اوسی‌سی)       | ۳۱            |
| دانلود تک‌آهنگ‌های بریتانیا (اوسی‌سی)    | ۱۱            |
| فروش تک‌آهنگ در پادشاهی متحده (اوسی‌سی) | ۱۵            |
| بیلبورد هات ۱۰۰ ایالات متحده          | ۲۰            |
| ویتنام (بیلبورد هات ۱۰۰ ویتنام)       | ۹۶            |

## گواهینامه‌ها
| منطقه                                   | گواهی  | واحد گواهی‌شده/فروش |
| --------------------------------------- | ------ | ------------------ |
| استرالیا (آی‌اف‌پی‌آی استرالیا)            | پلاتین | ۷۰٬۰۰۰             |
| برزیل (پرو موزیکا برزیل)                | طلا    | 0                  |
| نیوزیلند (آرآی‌ای‌ان‌زد)                   | طلا    | ۱۵٬۰۰۰             |
| بریتانیا (بی‌پی‌آی)                       | نقره   | ۲۰۰٬۰۰۰            |
| رقم فروش+پخش جاری تنها بر پایهٔ گواهی‌ها. |        |                    |